# الهدال (أغنية جاستن بيبر)
"ميسيلتو" (بالإنجليزية: Mistletoe)‏ هي أغنية لعيد الميلاد بواسطة المغني الكندي جاستن بيبر. كُتبت الأغنية بواسطة بيبر ومنتجيه، نصري عطوي وآدم ماسنجر. تم إصدار الأغنية في 17 أكتوبر 2011، كأغنية قيادية منفردة من ألبومه الإستديو الثاني وأول ألبوم لعيد الميلاد له، تحت الهدال (2011). "ميسيلتو" أغنية بوب وآر أند بي، لديها ثأثيرات ريغي. تلقت "ميسيلتو" بشكل عام مراجعات إيجابية من معظم نقاد الموسيقى. وصلت الأغنية إلي المراكز العشرة الأولي في كندا، والدنمارك، والنرويج، وغابت قليلًا عن المراكز العشرة الأولي في الولايات المتحدة، وبلغت ذروتها عند المركز 11، بينما وصلت أيضًا إلي المراكز الأربعين الأولي في تسع دول أخري. سجلت رقمًا قياسيًا لأعلي أغنية لعيد الميلاد في تاريخ بيلبورد هوت 100. تم إخراج الفيديو كليب للأغنية بواسطة رومان وايت. يتضمن المغني يغني في شارع ثلجي، ومُضاء.

## وصلات خارجية
- كلمات الأغنية الكاملة على مترولايركس